# 法默斯維爾斯泰申 (紐約州)
法默斯維爾斯泰申（英語：Farmersville Station）是位於美國紐約州卡特羅格斯縣的非建制地區。

## 歷史
法默斯維爾斯泰申的郵局自1878年營運至今。

## 地理
法默斯維爾斯泰申所處的海拔為高於海平面525米（即1722英呎），而該地所採用的時區為UTC-5，即北美东部时区（EST）。同時該地設有夏令時間，為UTC-5調快一小時，即UTC-4（EDT）。